# 음력 1월 8일
음력 1월 8일은 음력 1월의 8번째 날이다.

## 사건
- 1988년 - 대한민국 제13대 노태우 대통령 취임.
- 1904년 - 한일의정서 체결.
- 2012년 - MBC 노조가 총파업에 들어가다.

## 문화
- 1963년 - 서울 장충 체육관 개관.

## 탄생
- 1971년
  - 대한민국의 가수 현진영.
  - 대한민국의 배우 홍석천.
- 1979년 - 대한민국의 축구인 설기현.
- 1982년 - 대한민국의 가수 김종욱.

## 사망
- 647년 - 신라(新羅) 27대 왕 선덕여왕(善德女王).

## 같이 보기
- 음력 360일: 1월 2월 3월 4월 5월 6월 7월 8월 9월 10월 11월 12월
- 전날:1월 7일 다음날:1월 9일 - 전달:12월 8일 다음달:2월 8일
- 양력:1월 8일
- 음력, 윤달